# Halászlé

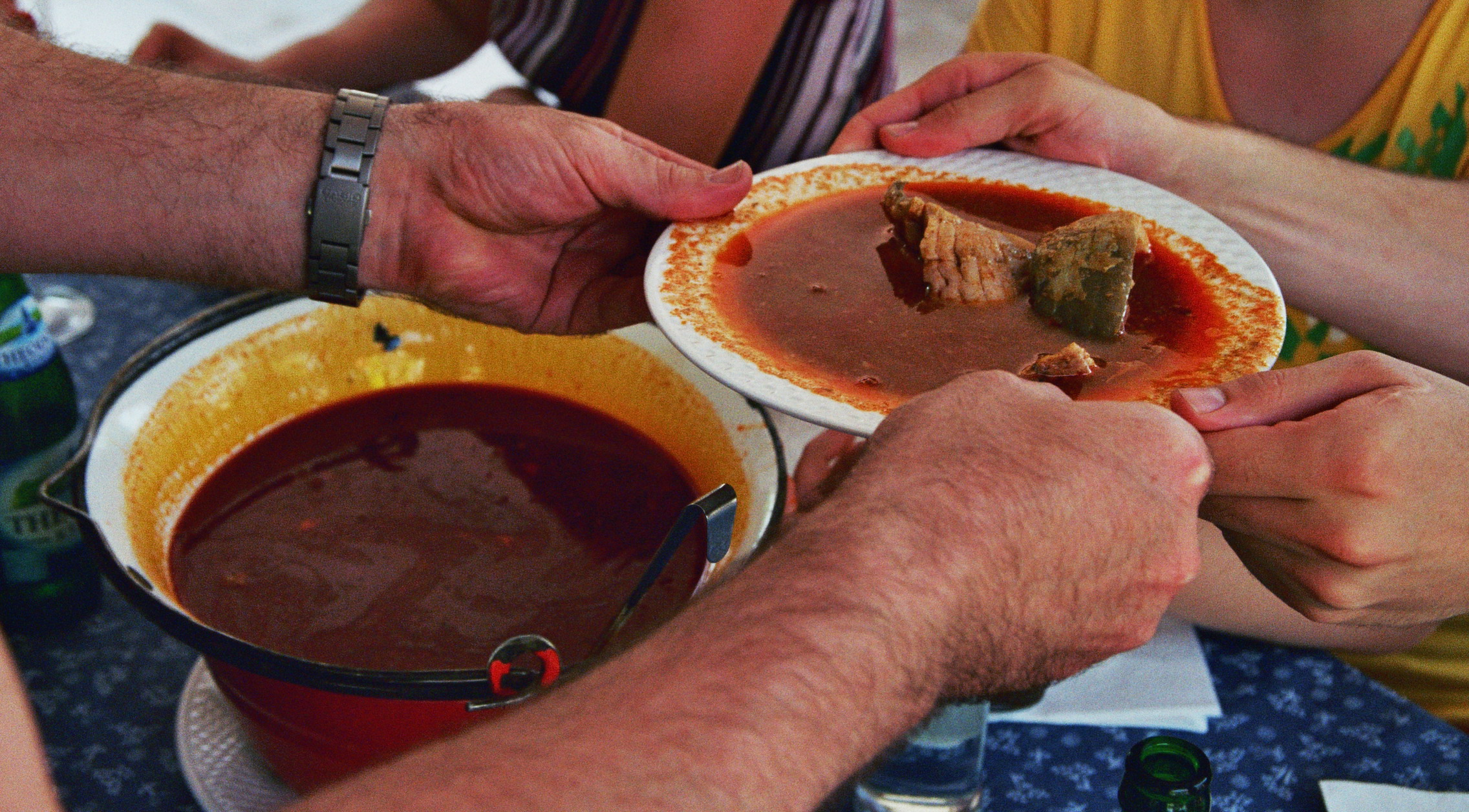
Zupa serwowana z tzw. bogracza

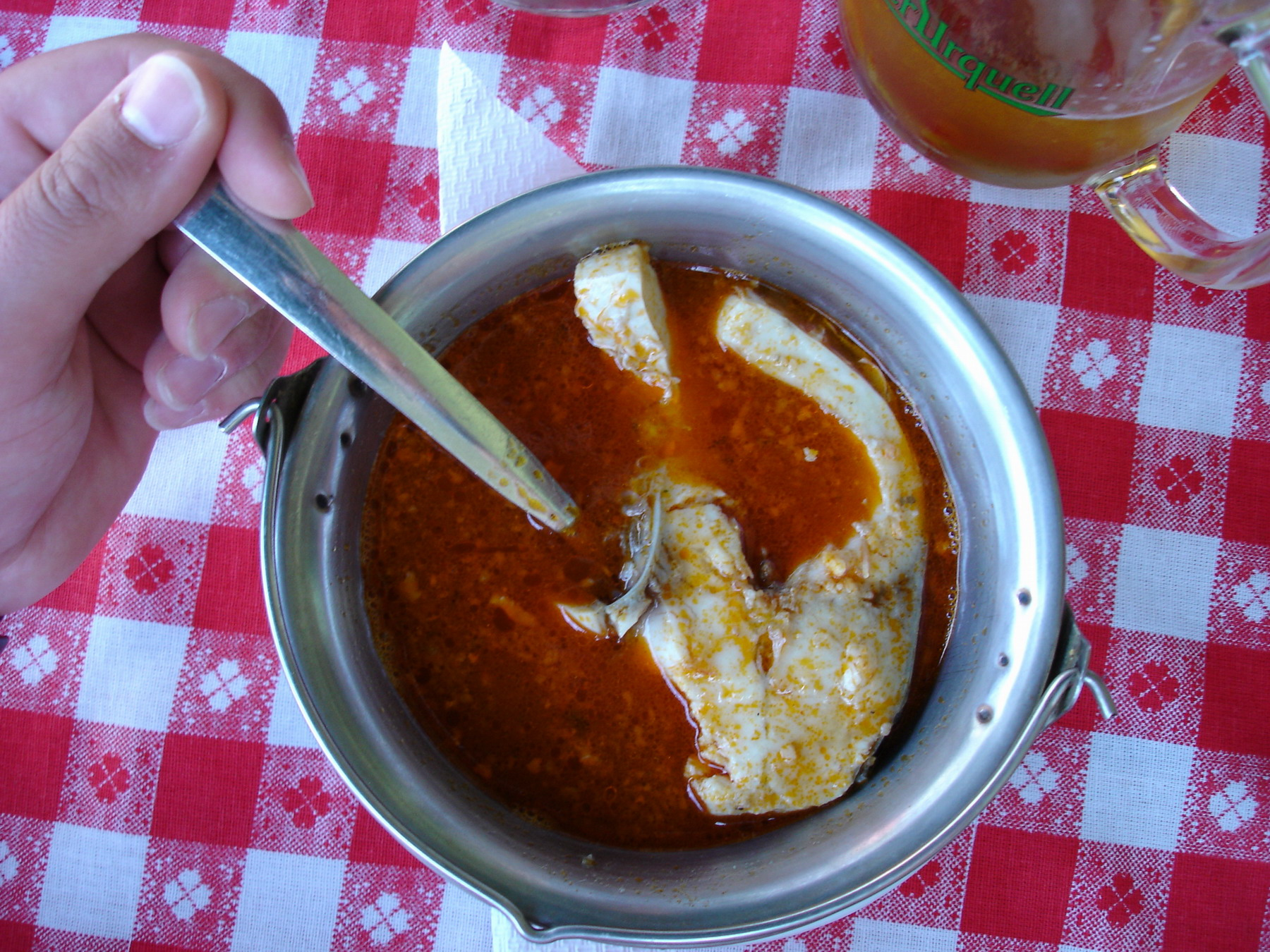
Tradycyjne paprykowe zabarwienie

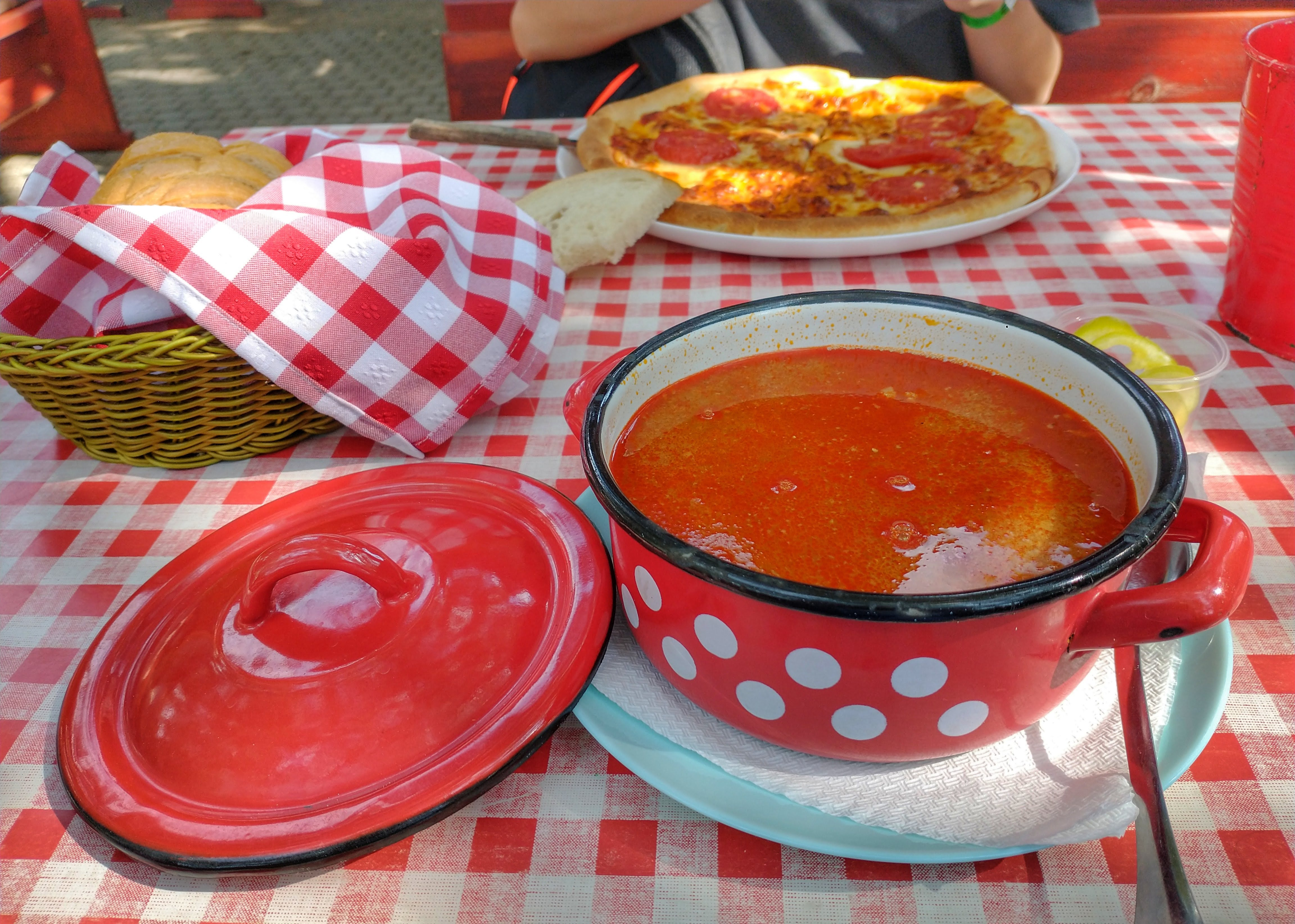
Halászlé w Siófok z garnka

Halászlé (halleves) – tradycyjna węgierska zupa rybna. 
Pierwsze wzmianki o niej w źródłach pisanych odnaleziono w wydanej w 1876 roku książce kucharskiej Teresy Doleskó pt. Szegedi szakácskönyv, z zamieszczonym tam przepisem na paprykarz rybny. Zgodnie z nim wszystkie konieczne składniki wrzucano wprost do garnka, co decydowało o tym, że potrawa była łatwa i szybka w przygotowaniu. 
W kulinarnej kulturze Węgier przyrządzanie tej zupy jest nierozłącznie związane z prostotą bogracza – żeliwnego kociołka zawieszanego nad paleniskiem.
Podstawą prawdziwej zupy rybnej powinna być dobra gatunkowo ryba, której mięso nie rozpada się podczas gotowania (głównie karp), papryka oraz duża ilość cebuli. Z reguły zupy tej nie należy przecierać; wyjątkowo robi się to w okolicach Segedynu (węg. Szeged).
Mimo tak prostego przepisu, na Węgrzech spotykanych jest wiele odmian tej zupy, którą odmiennie serwuje się nad Cisą, inaczej nad Dunajem, a jeszcze inaczej nad Balatonem czy w stanicach rybackich.
Specjalnością budapeszteńskiej restauracji Károly Siposa była halászlé podawana bez ości, dzięki starannemu filetowaniu i oczyszczaniu ryb, a zadośćuczynienie dla klienta, który by ość znalazł, stanowiła butelka dobrego szampana. 

## Podstawowe składniki
- Ryba – najodpowiedniejszy jest karp; inne gatunki ryb słodkowodnych mogą być jedynie uzupełnieniem, np. sum (harcsa)[4]. Za mniej odpowiednie uważane jest białe mięso takich ryb jak szczupak czy sandacz jako rozpadające się podczas gotowania; całkiem nieodpowiednie są ryby morskie.

- Cebula – najlepsza jest cebula żółta (vöröshagyma)[5]. Nie należy stosować cebuli w postaci przetworu (w proszku lub w kremie).

- Papryka – jako przyprawę dodaje się paprykę sproszkowaną – ostrą (erős paprika); poza tym dodawana jest też świeżo pokrojona papryka zielona (zöldpaprika)[6] albo ostra czereśniowa (cseresnyepaprika)[7] – jako składnik podstawowy. W łagodniejszych wersjach zupy stosuje się paprykę słodką (édes nemespaprika)[8].

## Inne składniki
W zależności od regionu Węgier i od inwencji kucharza dodawane są różne inne składniki. Najczęstsze to pomidory (paradicsom), zielona papryka (zöldpaprika), makaron (tészta), ziemniaki (burgonya).
Dla poprawienia smaku często dodaje się do zupy rybią ikrę (halikra) oraz mlecz (haltej).